# Khamlij
Dans les écrits d'ibn Khordadbeh et d'autres écrivains arabo-musulmans, Khamlij (ou Khamlidj) correspond à la capitale des Khazars. La plupart des historiens pensent que Khamlij est la ville khazare d'Itil,.
Le nom pourrait être une version arabisée du mot turc khaganbaligh (« cité du Khagan » ; Khanbaliq en Chine a la même étymologie).